# بزنی-ات-لوئیزی
بزنی-ات-لوئیزی (به فرانسوی: Besny-et-Loizy) یک کمون در فرانسه است که در ان (ا-دو-فرانس) واقع شده‌است. بزنی-ات-لوئیزی ۹٫۷۶ کیلومتر مربع مساحت دارد ۸۰ متر بالاتر از سطح دریا واقع شده‌است.